# Convento de Santo Antônio (Sirinhaém)
O Convento de Santo Antônio é um conjunto arquitetônico católico pertencente à Ordem Franciscana, localizado no município de Sirinhaém, no estado brasileiro de Pernambuco.
Com obras iniciadas em 1630, é um dos conventos franciscanos mais antigos do Brasil. Abriga um rico conjunto de azulejos portugueses.

## O convento
O convento franciscano de Sirinhaém teve sua construção iniciada no ano de 1630. Entre os anos de 1632 e 1637, em consequência da invasão holandesa, foi abandonado. Após a expulsão dos batavos, em 1654, os portugueses deram continuidade às obras.
Sua fachada original era semelhante à de Ipojuca, com frontispício apoiado na galilé reentrante, com três arcos de pedra lavrada na frente e um arco de cada lado. Porém, com a proibição da admissão de noviços nas casas religiosas por parte do Império em 1855, o convento entrou em decadência. A torre sineira desabou em 1880, comprometendo o frontispício e a galilé, que foram demolidos e reconstruídos.
O interior do convento guarda importante decoração barroca. Azulejos do século XVIII adornam a nave da igreja, capela-mor e capela da portaria, havendo ainda um lavatório de pedra lioz e outras peças com valor artístico.